# Verliefd
«Verliefd» (укр. «У коханні») — дебютний альбом бельгійської співачки Лаури Омлооп, що вийшов 28 жовтня 2010 року.
30 жовтня 2010 року Лаура представила альбом у торговельному центрі Ваасланд (Waasland Shopping Center) в місті Сінт-Ніклас (пров. Східна Фландрія, Бельгія).
Текст та музику до альбому написали Міґель Віелс (Miguel Wiels), Пітер Ґілліс (Peter Gillis) та Ален Ван Де Пут (Alain Van De Putte).

## Перелік пісень
| #     | Назва                           | Тривалість |
| ----- | ------------------------------- | ---------- |
| 1.    | «Zo Verliefd (Yodelo)»          | 2:30       |
| 2.    | «Stapelgek Op Jou (Radio Edit)» | 3:06       |
| 3.    | «Lekker Shaken»                 | 3:30       |
| 4.    | «Rond De Wereld»                | 3:26       |
| 5.    | «Ik Mis Je Zo Papa»             | 3:22       |
| 6.    | «Te Laat»                       | 3:05       |
| 7.    | «Shout»                         | 3:18       |
| 8.    | «Liefdesliedjes»                | 3:43       |
| 9.    | «Dolly Parton & Johnny Cash»    | 3:19       |
| 10.   | «Kiss Kiss»                     | 3:10       |
| 11.   | «Logeren Bij Oma»               | 2:55       |
| 12.   | «Cowboymeisje»                  | 3:00       |
| 36:64 |                                 |            |